# کریس واتسون
جان کریستیان واتسون (به انگلیسی: Chris Watson) ،(زاده ۹ آوریل ۱۸۶۷ - درگذشته ۱۸ نوامبر ۱۹۴۱)که عموماً با نام کریس واتسون شناخته شده‌است، سیاستمداری استرالیایی بود که سومین نخست‌وزیر استرالیا شد. او اولین عضو حزب کارگر استرالیا بود که نخست‌وزیر شد. او متولد شیلی با اجدادی آلمانی و نیوزلندی بود.
او که قبلاً به مدت ۷ سال در پارلمان ایالتی خدمت کرده بود، در انتخابات ۱۹۰۱ برای پارلمان فدرال برگزیده شد، جایی که احزاب کارگر ایالتی ۱۵٫۸ درصد از آرای اولیه نظام نخست‌نفری را در رقابت با دو حزب برتر بدست آوردند. در ۸ مه ۱۹۰۱ کمیته‌های پارلمانی درست در اولین گردهمایی خود در مراسم تحلیف واتسون را به عنوان رهبر حزب کارگر انتخاب کرد. آرای حزب کارگر تحت رهبری واتسون در انتخابات ۱۹۰۳ به ۳۱ درصد و در انتخابات۱۹۰۶به ۳۶٫۶ درصد رسید. حزب کارگر در اولین انتخابات با پشتیبانی از حزب حمایت‌گرایی توازن قدرت را بدست آورد قوانین در ازای امتیازات برنامه کاری نامزدهای انتخاباتی حزب کارگر بود. دوره نخست‌وزیری واتسون خیلی کوتاه- فقط چهار ماه از ۲۸ آوریل تا ۱۸ اوت سال ۱۹۰۴- بود. او در سال ۱۹۰۷ از رهبری حزب کارگر استعفا داده و در سال ۱۹۱۰ هم از پارلمان بازنشسته شد. در انتخابات ۱۹۱۰ حزب کارگر با رهبری اندرو فیشر ۵۰ درصد آرا را بدست آورد و اولین دولتی در استرالیا بود که اکثریت آرا انتخاباتی را کسب کرد؛ و همین‌طور اولین حزبی که اکثریت سنا را بدست آورد. بعدها واتسون از حزب اخراج شد اما به حزب در مسائلی که در مورد خدمت سربازی در جنگ جهانی اول پیش آمده بود کمک کرد.
براساس گفته پرسیوال سرل: «واتسون، در زمان خودش تأثیری بیش از آنچه که به ذهن خطور می‌کند گذاشت. او در زمان مناسب رهبر حزب شد، و هیچ چیزی بهتر از صداقت، ادب و اعتدالی که او همیشه به عنوان رهبر نشان می‌داد نمی‌توانست برای حزب مؤثر باشد.» آلفرد دیکین در مورد واتسون نوشت: «حزب کارگر دلایل زیادی برای تشکر از آقای واتسون، کسی که درایت و قضاوت او موجب شد حزب بسیاری از موفقیت‌های پارلمانی‌اش را کسب کند، دارد.